# Мазараки, Анатолий Антонович
Анатолий Антонович Мазараки (родился 27 июля 1950 в г. Киеве, УССР) — советский и украинский учёный, ректор Государственного торгово-экономического университета. Доктор экономических наук (1995), профессор (1994), академик Академии педагогических наук Украины, заслуженный деятель науки и техники Украины (1995). Почётный профессор КНТЭУ (2010).

## Биография
В 1972 году окончил технологический факультет Киевского торгово-экономического института по специальности — инженер-технолог. Защитил докторскую диссертацию «Развитие и структурная переориентация сферы товарного обращения как фактор экономического роста».
В 1972-1975 годах — младший научный сотрудник Украинского научно-исследовательского института торговли и общественного питания Министерства торговли СССР.
В 1975-1984 годах занимал должности старшего инженера, младшего научного сотрудника, старший научный сотрудник Совета по изучению производительных сил УССР АНУ.
В 1984-1987 годах — заместитель директора по научной работе Республиканского проектно-технологического института торговли Министерства торговли УССР.
В 1987-1988 годах работал заместителем генерального директора НПО «Торгпрогресс» Министерства торговли УССР.
В 1988-1991 годах — научный секретарь, доцент кафедры экономики торговли, декан торгово-экономического факультета, первый проректор Киевского государственного торгово-экономического института.
С 1991 года — ректор Киевского торгово-экономического института (с 1994 года — Киевский государственный торгово-экономический университет, с 2000 года — Киевский национальный торгово-экономический университет, с 2022 года — Государственный торгово-экономический университет).
Председатель профессионального совета по торговле и менеджменте ГАК Украины, председатель научно-методической комиссии с торговых специальностей Министерства образования и науки Украины, академик Украинской академии наук национального прогресса (1992), Украинской академии оригинальных идей (1995), член Нью-Йоркской академии наук (1995), Международной академии наук высшей школы (Москва, 1996)
Автор и соавтор более 300 научных работ, в частности монографий: «Современные проблемы регионального развития торговли» (1994), «Развитие торговли в системе социальной инфраструктуры в условиях становления рыночной экономики» (1994), «Мировой рынок товаров и услуг: товарная структура» (1996, соавтор), «Защита прав потребителей: социально-правовой аспект» (2002), учебника «Экономика торгового предприятия» (1999, соавтор), «Политология» (2002, соавтор), «Регулирование внешнеэкономической деятельности в Украине» (2003, соавтор).
Учёный совет КНТЭУ постановлением от 24 февраля 2010 года присвоил Мазараки звание «Почетный профессор КНТЭУ» исключительно за значительный личный вклад в развитие университета и повышение его авторитета в обществе, а также в дело подготовки высококвалифицированных специалистов, научно-педагогических кадров, развитие науки.
Владеет английским языком.

## Семья
Жена Мазараки Ирина Николаевна (1955) — экономист; дочь Наталья (1980) — доцент кафедры коммерческого права ГТЭУ.

## Награды
- Орден князя Ярослава Мудрого IV ст. (1 декабря 2018) — за значительный личный вклад в государственное строительство, социально-экономическое, научно-техническое, культурно-образовательное развитие Украины, весомые трудовые достижения и высокий профессионализм[1]
- Орден князя Ярослава Мудрого V ст. (27 июня 2013) — за значительный личный вклад в государственное строительство, социально-экономическое, научно-техническое, культурно-образовательное развитие Украины, весомые трудовые достижения и высокий профессионализм[2]
- Орден «За заслуги» I ст. (2 октября 2004) — за весомый личный вклад в развитие национального образования, многолетнюю плодотворную педагогическую и научную деятельность и по случаю Дня работников образования[3]
- Орден «За заслуги» II ст. (14 июля 2000) — за весомый личный вклад в развитие национального образования, подготовку высококвалифицированных специалистов, многолетнюю плодотворную научную и педагогическую деятельность[4]
- Орден «За заслуги» III ст. (23 января 1998) — за весомые достижения в труде, высокий профессионализм[5]
- Заслуженный деятель науки и техники Украины (28 ноября 1995) — за значительный личный вклад в развитие национального образования, внедрение новых методов обучения и воспитания молодежи[6]
- Государственная премия Украины в области науки и техники 2012 года — за работу «Инновационные технологии повышения эффективности пищевых производств» (в составе коллектива)[7]
- Нагрудный знак МОН Украины «Отличник образования» (1996)[8]
- Медаль «В память 1500-летия Киева» (1982).[9]
- Почетная грамота Кабинета Министров Украины (2000).
- Почётная грамота Верховной рады Украины (2005)[8]
- Памятная медаль «10 лет Независимости Украины»[9]
- Нагрудный знак «Петр Могила» МОН Украины (2005).
- Кавалер «ордена Академических пальм» (2006, Франция)[10]
- Имеет другие иностранные правительственные награды.[8][9]